# Дорохова Тетяна Миколаївна
Тетяна Миколаївна Дорохова — українська жінка-лучниця, майстер спорту України (1998), майстер спорту України міжнародного класу (1999), чемпіонка Європи та світу зі стрільби з лука. Заслужений майстер спорту України (2004). На літніх Олімпійських іграх 2012 року вона змагалася за свою країну в командному заліку серед жінок та в індивідуальному заліку серед жінок. Вона виграла срібну медаль на чемпіонаті Європи в приміщенні зі стрільби з лука в приміщенні 2011 року в командному заліку серед жінок.

## З життєпису
Народилася 1985 року в Кіцмані. Через 2 роки переїхала із сім'єю до Чернівців. Закінчила чернівецьку СШ № 28 та педагогічний коледж Чернівецького національного університету.
Стрільбою з лука займається від 1995 року; перший тренер — Світлана Капанадзе (Арабаджи). Згодом тривалий час тренувалася під керівництвом заслуженого тренера України Анатолія Єгорова. З 2011 року тренувалася під керівництвом брата Андрія Дорохова та наставника збірної України Віктора Сидорука.

### Сходинки спортивної кар'єри
- 1998 — перемога у молодіжній першості України (Львів). Тоді ж отримала звання майстра спорту.
- 1999 — перший міжнародний успіх — виборола золоту та срібну нагороди на фінальному етапі кадетського Кубка Європи (Бельгія). Стала наймолодшою в Україні майстринею спорту міжнародного класу зі стрільби з лука.
- 2000 — 2-ге командне місце на юніорському чемпіонаті світу (Франція).
- 2001 — 1-ше командне місце на зимовому юніорському чемпіонаті світу (Італія) та -тє командне місце на кадетському чемпіонаті Європи (Хорватія).
- 2003 — 1-ше командне місце на зимовому чемпіонаті світу (Франція), 3-ті командні місця на чемпіонаті світу (США) та Всесвітній Універсіаді (Південна Корея).
- 2004 — 1-ші командні місця на чемпіонаті Європи (Бельгія) та фінальному етапі Гран-прі Європи (Туреччина).
- 2005 — 2 індивідуальне та 2 командне місця на чемпіонаті світу в приміщенні (Данія).
- 2006 — 2-гі командні місця на чемпіонаті Європи в приміщенні (Іспанія) та просто неба (Греція).
- 2007 — треті індивідуальні та командні на чемпіонаті світу в приміщенні (Туреччина).
- 2008 — 1-ше індивідуальне та 2-ге командне місця на Чемпіонаті Європи в приміщенні в Турині (Італія).
- 2009 — друге командне місце на Всесвітній Універсіаді у Белграді (Сербія).
- 2010 — перше місце у командному виді програми на чемпіонаті Європи в приміщенні в Хорватії (Пореч). Перше місце в командному виді програми на другому етапі Грін-прі (Ечміадзін).
- 2011 — друге місце в командному виді програми (і Вікторія Коваль, Тетяна Бережна) на Чемпіонаті Європи в приміщенні в Іспанії, Всесвітня Універсіада в Китаї — 2 місце в команді (і Олена Кушнірук й Ніна Мильченко).
- того ж року, Кубок України зі стрільби з лука в приміщенні — 2 місце командне, Кубок України — 1 місце мікс (з Максимом Тараненком), 2 місце командне.
- 2012 — Чемпіонат України в приміщенні (Черкаси) — 2 командне місце (й Лідія Січенікова, Ірина Семенова). (Кіпр). Гран-прі Європи (Нікосія) — перші місця командне й індивідуальне (з Поліною Родіоновою і Катериною Яворською).

Учасниця Олімпіади-2012 у Лондоні. У команді (з Лідією Січеніковою і Катериною Палехою) програли в 1/8 фіналу Японії, яка потім здобула бронзову нагороду. Індивідуально поступилась в 1/32 фіналу Мікі Каніє (Японія).
З 2004 року — прапорщик прикордонних військ України. Нагороджена відзнакою «За честь і вірність прикордонній службі України».
У вересні 2014 року обрана заступником голови Чернівецького обласного відділення НОК України.